# Ottomar Domnick

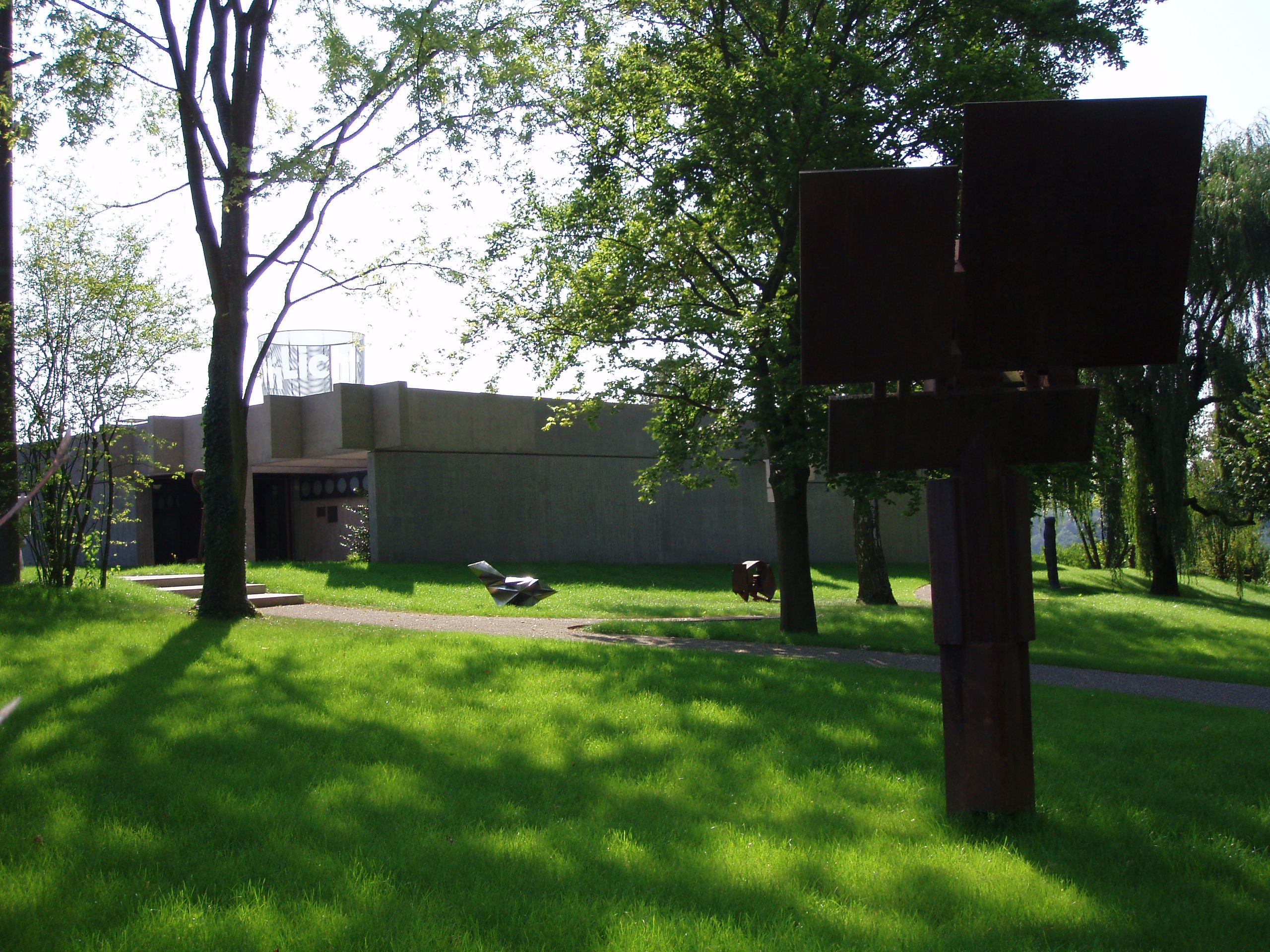
Sammlung Domnick

Ottomar Wolfgang Johannes Domnick (* 20. April 1907 in Greifswald; † 14. Juni 1989 in Nürtingen) war ein deutscher Psychiater, Filmautor und Kunstsammler.

## Leben
Domnick war der zweite Sohn des Rechtsanwalts Theodor Domnick und der Lehrerin Hildegard Domnick, geborene Rohde. Nach der mittleren Reife arbeitete er zunächst als Mechaniker, bevor er am Gymnasium in Demmin das Abitur machte.
Er studierte von 1927 bis 1933 an den Universitäten Berlin, Greifswald, München und Rostock Medizin. Nach der Promotion über Fremdkörper im Organismus 1937 war er Medizinalpraktikant im Rudolf-Virchow-Krankenhaus. Im Anschluss daran ließ er sich bei Karl Kleist zum Facharzt für Neurologie und Psychiatrie ausbilden. Er leitete ab 1938 eine eigene Klinik in Bad Cannstatt und heiratete im selben Jahr seine Kollegin Dr. Margaret (Greta) Gerhardt.
Nach Kriegsausbruch wurde Domnick zum Wehrdienst einberufen. Nach der Grundausbildung in Prag arbeitete er ein Jahr in einem Reservelazarett in Cannstatt. Von 1941 bis 1943 war er Arzt im Nordabschnitt der Ostfront und dann ab 1943 in Breslau stationiert. 1945 entkam er aus sowjetischer Kriegsgefangenschaft und richtete in Stuttgart mit seiner Frau eine neue psychiatrische Praxis ein. Diese wurde 1951 zur Privatklinik erweitert und bis 1983 von ihm geführt.
Neben seiner Arbeit als Mediziner engagierte er sich vor allem für die Künste. Er unterhielt zahlreiche Kontakte zu Malern und Kunstliebhabern im Stuttgarter Raum. Mit Willi Baumeister war er bis zu dessen Tod 1955 eng befreundet. 1947 veranstaltete er in seiner Praxis und Wohnung einen Zyklus von Ausstellungen und Vorträgen mit Fritz Winter. 1948 wurde er beauftragt, den deutschen Beitrag zur ersten Pariser Kunstausstellung nach dem Krieg auszurichten, an der wieder deutsche Maler beteiligt waren. Dort lernte er Hans Hartung kennen, über den er im Selbstverlag die erste deutschsprachige Monografie herausgab. Seine beträchtliche Kunstsammlung wurde von 1952 bis 1955 als Leihgabe in mehreren Museen präsentiert.
Domnick schrieb Drehbücher und produzierte Dokumentar- und Spielfilme. Sein avantgardistischer Film Jonas errang mehrere Preise und erregte ein lebhaftes Echo bei Kritik und Publikum. Er spielte Violoncello, veranstaltete Konzerte und sammelte abstrakte Kunstwerke aus der Zeit nach dem Zweiten Weltkrieg. In Nürtingen ließ er 1967 inmitten eines Landschaftsschutzgebietes durch Paul Stohrer ein Museum für seine Sammlung, das inzwischen öffentlich zugänglich ist, erbauen. In seiner Sammlung finden sich viele Wegbereiter der Moderne.
Neben Musik und Film interessierte Domnick sich für Sportwagen. Am 26. Mai 1950 legte er den Grundstein für die Porsche-Tradition, Kundenautos am Werk in Zuffenhausen persönlich abzuholen, als er seinen Porsche 356 Sportwagen in Fischsilber mit der Chassisnummer 5005 bekam. Für den Spezialisten für Neurologie und Psychiatrie war es ein Traum, der erste Porsche-Kunde in Deutschland zu sein. Domnick war damals 43 Jahre alt.
Im Jahr 1972 war Domnick mit Augenblicke Teilnehmer der Documenta 5 in Kassel in der Abteilung Filmschau: Reflexionsfilm.
Das kinderlose Ehepaar Domnick vermachte seinen gesamten Besitz dem Land Baden-Württemberg, welches daraus 1996 die 'Stiftung Domnick' machte. Auf Domnick geht außerdem der Domnick-Cello-Preis zurück, der seit 1982 an junge Solisten vergeben wird. Sein Bruder Hans Domnick war ein deutscher Filmproduzent und Dokumentarfilmer.

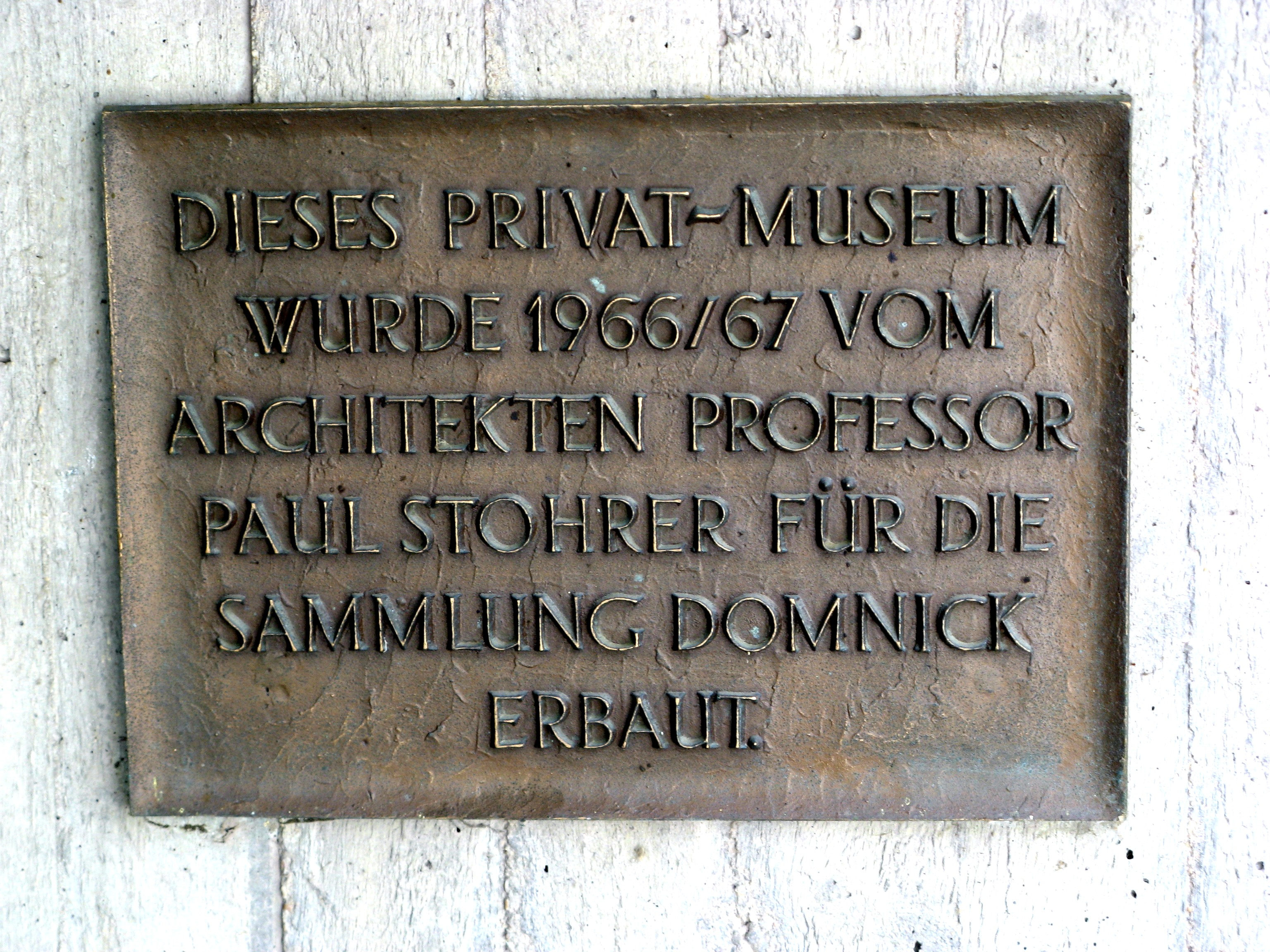
Gedenktafel am Haus der Sammlung Domnick

## Filmografie
- Neue Kunst – Neues Sehen. Eine Einführung in das Wesen der modernen Malerei, 1953
- Willi Baumeister, 1954 (DVD)
- 1957: Jonas
- 1960: Gino
- Ohne Datum, 1962
- N.N., 1968/69
- Augenblicke, 1972
- Domnick über Domnick, 1979

## Auszeichnungen
1957 wurde Domnick für Jonas mit dem Deutschen Kritikerpreis sowie mit einem Bambi als künstlerisch wertvollstem Film ausgezeichnet. Die Landesärztekammer Baden-Württemberg verlieh ihm als erstem 1970 die Hans-Neuffer-Plakette und ein Jahr später die Albert-Schweitzer-Medaille. 1976 ernannte ihn die Universität Stuttgart zum Honorarprofessor. 1979 wurde Ottomar Domnick mit dem Verdienstorden des Landes Baden-Württemberg ausgezeichnet. 1988 erhielt er das Filmband in Gold für langjähriges und hervorragendes Wirken im deutschen Film.